# بنیاد اجتماع هدف‌مند
بنیاد اجتماع هدفمند (FIC)، که قبلاً با نام یاران اجتماع هدفمند شناخته می‌شد، نشریات، منابع آموزشی، خدمات پشتیبانی، و «فرصت به اشتراک‌گذاری» را برای طیف گسترده‌ای از جوامع هدفمند، بوم‌روستاها، شبکه‌های اجتماعات هدفمند، سازمان‌ها و افرادی که به دنبال یافتن خانه در یک اجتماع هستند پشتیبانی می‌کنند.  این بنیاد از سازمان‌های غیرانتفاعی در ایالات متحده است.